# Michail Kazloŭ
Michail Michajlavič Kazloŭ (in bielorusso Міхаіл Міхайлавіч Казлоў?; Mahilëŭ, 12 febbraio 1990) è un calciatore bielorusso, centrocampista del Nëman.

## Palmarès

### Club

#### Competizioni nazionali
- Coppa di Bielorussia: 2

Neman: 2023-2024, 2024-2025